# Dahijat Kadsijja as-Sakanijja al-Dżadida
Dahijat Kadsijja as-Sakanijja al-Dżadida (arab. ضاحية قدسيا السكنية الجديدة) – miejscowość w Syrii w muhafazie Damaszek. W 2004 roku liczyła 9500 mieszkańców.